# Antonio Zotti
Antonio Zotti (Lussinpiccolo, 19 dicembre 1880 – Mare Mediterraneo, 27 aprile 1942) è stato un militare e marinaio italiano, decorato di Medaglia d'oro al valor militare alla memoria nel corso della seconda guerra mondiale.

## Biografia
Nacque a Lussinpiccolo (Pola), allora parte integrante dell'Impero austro-ungarico, il 19 dicembre 1880. Discendente da vecchia famiglia di marinai, comincio a navigare su velieri all'età di 14 anni. Dopo aver conseguito il diploma di capitano di lungo corso presso l'Istituto nautico della sua città natale, iniziò la sua carriera nella marina mercantile. Lavorò per il Lloyd Triestino, e quindi passò alle dipendenze della Cosulich Società Triestina di Navigazione nel 1907. Nel 1937 entrò a far parte della Italia - Società di Navigazione. Durante il corso della seconda guerra mondiale, si distinse nel porto di Tripoli il 7 marzo 1941 in occasione di un grave incendio sviluppatosi a bordo dell'unità mercantile al suo comando, provocato da un lancio di spezzoni da parte di aereo inglese. Ciò gli valse un elogio da parte del Comando superiore navale della Libia (Marilibia).
Il 22 marzo 1942 assunse il comando del piroscafo Istria che aveva il compito di trasportare rifornimenti dall'Italia alla Libia. Il 27 agosto 1942 la sua unità si trovava in navigazione nel Mediterraneo carica di munizioni e di 200 tonnellate di carburante quando fu attaccata da un bombardiere Vickers Wellington che lanciò contro di esso due siluri. Nonostante l'Istria avesse aperto il fuoco con le armi di bordo la nave venne colpita dal secondo siluro, lanciato a distanza ravvicinata, a centro nave e subito dopo dal primo siluro a poppa. Colpito in parti vitali il piroscafo affondò in soli quattro minuti nel punto 33°33' N e 23°41' E, circa settanta miglia a nord-ovest di Ras el Tin.
Il comandante Zotti, dopo aver effettuato un disperato tentativo di salvare il piroscafo, diresse le operazioni di salvataggio del suo equipaggio. Rifiutò di porsi in salvo, nonostante i ripetuti inviti a salire sulle scialuppe di salvataggio, si inabissò con la sua nave. Per onorarne il coraggio fu insignito della medaglia d'oro al valor militare alla memoria.